# 二狭叶兜被兰
二狭叶兜被兰（学名：Neottianthe angustifolia）为兰科兜被兰属下的一个种。